# Гражданская милиция (Польша)
Гражданская милиция (пол. Milicja Obywatelska, MO) — правоохранительный орган c милицейскими функциями в Польской Народной Республике (ПНР) 1944—1990 годов. Занималась поддержанием общественного порядка, борьбой с преступностью, подавлением политических протестов. С 1956 года входила в единую систему с органами политического сыска, включала подразделения для борьбы с протестными выступлениями. После смены общественно-политического строя Польши в 1990 году преобразована в полицию.

## История

### Создание
Декрет Польского комитета национального освобождения (ПКНО) о создании гражданской милиции (O ustanowieniu Milicji Obywatelskiej) был издан 27 июля 1944 года. 15 августа 1944 Крайова Рада Народова издала соответствующий закон. Этот документ предписывал создание органов MO в городах и гминах решениями местных советов. Высшее руководство милицией возлагалось на Ведомство общественной безопасности (RBP) ПКНО, во главе которого стоял коммунист Станислав Радкевич.
7 октября 1944 года ПКНО издал новый декрет о гражданской милиции (O Milicji Obywatelskiej), заметно менявший прежние установки. Под воздействием коммунистической ППР структура была приближена к советской модели. Усиливалась централизация управления милицией. Руководство милицейскими формированиями на местах возлагалось на начальников управлений безопасности. Главнокомандующий — главный комендант — гражданской милиции назначался ПКНО по представлению начальника Департамента общественной безопасности. Воеводские коменданты утверждались управлениями безопасности по представлению главного коменданта. Повятские коменданты назначались главным комендантом по представлению воеводских комендантов.
1 января 1945 RBP был преобразован в Министерство общественной безопасности (МОБ). Гражданская милиция перешла под управление МОБ.

### В структуре МОБ
Кадры гражданской милиции комплектовались преимущественно из бойцов и офицеров Армии Людовой, активистов ППР и Батальонов Хлопских, а также лояльных коммунистам членов Социалистической и Крестьянской партий. Первым главным комендантом был назначен начальник генштаба Армии Людовой Францишек Юзвяк (партизанский псевдоним — Витольд), к тому времени коммунист с почти 25-летним стажем, секретарь ЦК ППР. По должности он занял пост заместителя министра общественной безопасности. В 1949 его сменил генерал Юзеф Конажевский (ранее — заместитель главного коменданта по оперативной части). В 1953 гражданскую милицию возглавил полковник Станислав Воланьский, бывший начальник штаба Корпуса внутренней безопасности.
Постановлением Совета министров 21 февраля 1946 года была сформирована парамилитарная организация Добровольный резерв гражданской милиции (ORMO), целью которого официально являлось оказание помощи MO.
С марта 1946 по конец 1948 территориальные подразделения MO и ORMO, наряду с силами Войска Польского (WP), Войск Охраны Границы (WOP) и Корпуса внутренней безопасности (KBW) находились в подчинении воеводских комитетов безопасности — региональных подразделений Государственной комиссии безопасности под председательством министра обороны маршала Михала Роли-Жимерского.
До 1954 года гражданская милиция входила являлась структурным подразделением МОБ. (Ведомственное объединение органов правопорядка (MO), политического сыска (опергруппы МОБ) и войск особого назначения (KBW, WOP) соответствовало модели советского НКВД.) Наряду с выполнением правоохранительных функций, милиция принимала активное участие в подавлении антикоммунистического подполья и партизанского движения. Сотрудники привлекались в специальные формирования МОБ, которые вели бои с повстанцами.

### В структуре МВД

#### 1950—1970-е: политизация правоохраны
В 1954 Министерство общественной безопасности ПНР было расформировано в порядке десталинизации. На его месте учредились две структуры — Комитет общественной безопасности (политический сыск) и Министерство внутренних дел (правоохрана). Подразделения гражданской милиции перешли в подчинение МВД. С 1956 года МВД ПНР приняло структуру бывшего МОБ, включив в себя органы госбезопасности СБ: начальник регионального СБ являлся заместителем соответствующего коменданта. Главным комендантом милиции стал генерал Рышард Добешак (занимал этот пост дольше всех предшественников и преемников).
Деятельность гражданской милиции как правоохранительного органа польское общество расценивало крайне скептически. Уровень уголовной преступности оставался высоким. Многие резонансные преступления, в том числе серийные убийства, расследовались медленно и малоэффективно. Достоянием гласности становились крупные служебные ЧП — типа похищения пистолетов из оружейной комнаты отдела в городе Фрамполь, совершённого ребёнком в декабре 1970. Раскрытие этого инцидента произошло почти случайно. Первоначально арестам и допросам подверглись лица, известные политически оппозиционными взглядами.
Гражданская милиция оставалась выраженно политизированным органом. Официально ставилась задача «обезвреживания преступников, происходящих из капиталистических, кулацких и спекулятивных кругов». Правоохранительная деятельность была подчинена идеологическим установкам компартии — хотя представители довоенной буржуазии и частнособственнического крестьянства даже в 1950-х годах составляли лишь около четверти привлечённых к уголовной ответственности. Милиция активно использовалась для принудительного изъятия у крестьян сельскохозяйственной продукции в порядке обязательных госпоставок.
17 июля 1957 постановлением Совета министров ПНР были созданы специальные формирования ЗОМО — Моторизованная поддержка гражданской милиции (Zmotoryzowane Odwody Milicji Obywatelskiej), предназначенные для подавления уличных беспорядков и антиправительственных протестов. Генерал Тадеуш Петшак, главный комендант гражданской милиции в 1965—1971, был активным участником внутрипартийной борьбы в ПОРП, сторонником Мечислава Мочара, входил во «фракцию партизан». Подразделения милиции, особенно ЗОМО, активно применялись для подавления рабочих протестов в Познани 1956, на Балтийском Побережье 1970—1971, в Радоме и Урсусе 1976, студенческих выступлений в Варшаве 1968. В марте 1968 года комендант варшавской милиции Генрик Слабчик впервые применил метод «вбивания клиньев» и поэтапных «зачисток» при разгонах городских демонстраций. Милицейская комендатура Гданьска под руководством Романа Кольчиньского сыграла одну из главных ролей в подавлении рабочих выступлений в Труймясто декабря 1970 года. Аналогичную роль сыграла комендатура в Щецине под руководством Юлиана Урантувки.
22 февраля 1976 года в структуре столичного командования Гражданской милиции был образован единый Отдел безопасности (пол. Wydział Zabezpieczenia) — антитеррористическое подразделение, которое позже было преобразовано в Бюро антитеррористических операций в структуре Главной комендатуры полиции.

#### 1980-е: орудие политической конфронтации
В 1981 под влиянием Солидарности была предпринята попытка создать независимый профсоюз работников милиции (ZZ FMO). В милицейской среде отмечался некоторый отклик. 1 июня 1981 года состоялся съезд делегатов — около 700 милиционеров собрались в Варшаве и около 120 в Катовице. Был создан Всепольский учредительный комитет независимого профсоюза. Сторонниками профсоюзного объединения являлись до 13 тысяч сотрудников (около 17 % кадрового состава). Особенно активно поддерживалась эта идея в патрульной службе, угрозыске и подразделениях по борьбе с экономическими преступлениями, которым часто приходилось сталкиваться с властной коррупцией. Лидерами движения являлись поручик Виктор Микусиньский, сержант Иренеуш Сераньский, капрал Мирослав Басевич из столичной (варшавской) комендатуры, подпоручик Юлиан Секула, плутоновый Збигнев Жмудзяк из люблинской комендатуры.
Недовольство рядовых милиционеров и младших офицеров вызывали трудные условия службы, обструкция в обществе, доходившая до нападений, общее ухудшение социально-экономической ситуации в стране, грубость и некомпетентность комендантского начальства, явные нарушения законности со стороны правящей номенклатуры ПОРП, необходимость выполнять указания СБ и вступать в конфликт с обществом. Несколько членов ZZ FMO 8 декабря 1981 года объявили голодовку протеста на Щецинской судоверфи с требованием легализовать свой профсоюз.
Но такие попытки быстро и жёстко пресекались дисциплинарными взысканиями и увольнениями. С другой стороны, в милиции было повышено денежное содержания и предоставлены дополнительные социальные льготы. Инструментом подавления «милицейской оппозиционности» в МВД являлась СБ, где не было никаких подобных проявлений. «Партийный бетон» сохранил полный контроль над силовыми структурами.
Даже в Быдгоще, где движение за профсоюз правоохранительных органов было особенно заметным, милиция и ЗОМО явились орудием провокации властей — силового удара властей по Быдгощскому профцентру «Солидарности» в марте 1981. Воеводские комендатуры заблаговременно готовили списки на интернирование (например, по активистам Щецинского профцентра).
К «работникам Гражданской милиции и Службы безопасности» отдельно обращался генерал Ярузельский, объявляя о введении военного положения 13 декабря 1981 года. Милиция и прежде всего ЗОМО, наряду с госбезопасностью и армией, являлась одним из главных инструментов, использованных Военным советом национального спасения для подавления массовых протестов и преследований оппозиционного подполья.
Подразделения ЗОМО штурмовали бастующие предприятия, разгоняли уличные демонстрации. В ведении МВД находились лагеря интернирования; управляли ими офицеры милиции, охрану несли ЗОМО. Особую известность своей жёсткостью приобрёл воеводский комендант Гданьска Ежи Анджеевский. Приказ применить оружие на шахте «Вуек» отдал воеводский комендант Катовице Ежи Груба. Из местных милиционеров были сформированы Внештатные отряды гражданской милиции (Nieetatowe Oddziały Milicji Obywatelskiej) в помощь ЗОМО. Действовали также Резервные отряды гражданской милиции (Rezerwowe Oddziały Milicji Obywatelskiej) состоявшие из солдат, временно направленных на милицейское обучение и усиление.
В то же время 24 сотрудника гражданской милиции (среди них Микусиньский, Сераньский, Басевич) были интернированы при военном положении, сотни сотрудников уволены и подверглись преследованиям госбезопасности за симпатии к «Солидарности». В Быдгоще протест против использования милиции в репрессиях, вызывающего отторжение сограждан, отмечался даже в подразделении ЗОМО. Впоследствии несколько активистов создали подпольную группу бывших милиционеров. Однако такие ситуации оставались в общем единичными. Милиция выполняла приказы комендантов и политического руководства.
В период военного положения и до 1987 года главным комендантом гражданской милиции являлся генерал Юзеф Бейм. В 1983 воеводские комендатуры милиции были переименованы в управления внутренних дел, но полностью сохранили прежние структуры и функции.
Роль милиции при режиме военного положения привело к окончательному отторжению этого института в польском обществе. Отношение к милиционерам характеризовалось как социальный остракизм.
Последним главным комендантом гражданской милиции ПНР являлся генерал Зенон Тшциньский, занимавший этот пост с 1987 по 1990 год.

### Переформирование в полицию
Новый подъём забастовочного движения в 1988, переговоры в Магдаленке, Круглый стол и победа «Солидарности» на выборах 1989 привели к кардинальной смене общественно-политической системы в Польше. 31 декабря 1989 года ПНР была преобразована в Третью Речь Посполитую. Перемены коснулись и правоохранительных органов.
В правительстве Тадеуша Мазовецкого пост министра внутренних дел занял эксперт «Солидарности» Кшиштоф Козловский. Под его руководством была проведена реформа МВД. Внутренние спецслужбы организовались в Управление охраны государства, в 1996 году выведенное из состава МВД; на месте ЗОМО созданы Самостоятельные отряды полиции предупреждения — Samodzielne Pododdziały Prewencji Policji. Основной смысл заключался в изъятии у ведомства функций политического сыска и усилении правоохранительной составляющей. Гражданская милиция преобразовалась в полицейское ведомство, деятельность которого регулируется законом от 6 апреля 1990 года.

## Коменданты

### Главные коменданты
- генерал дивизии Францишек Юзвяк (август 1944 — март 1949)
- генерал бригады Юзеф Конажевский (март 1949 — октябрь 1953)
- полковник Станислав Воланьский (октябрь 1953 — июнь 1956)
- генерал бригады Рышард Добешак (июнь 1956 — июль 1965)
- генерал бригады Тадеуш Петшак (июль 1965 — август 1971)
- генерал бригады Казимеж Хойнацкий (август 1971 — май 1973)
- генерал бригады Мариан Яницкий (май 1973 — февраль 1978)
- генерал бригады Станислав Зачковский (февраль 1978 — октябрь 1981)
- генерал дивизии Юзеф Бейм (октябрь 1981 — апрель 1987)
- генерал дивизии Зенон Тшциньский (апрель 1987 — май 1990)

### Заместители главных комендантов, воеводские и столичные коменданты, начальники воеводских управлений внутренних дел
- генерал бригады Ежи Анджеевский (Люблин, 1966—1975; Гданьск, 1975—1990)
- генерал бригады Ярослав Верниковский (Щецин, 1981—1990)
- генерал бригады Ежи Груба (Катовице, 1980—1983; Краков, 1985—1990)
- генерал бригады Юзеф Коздра (Быдгощ, 1975—1990)
- генерал бригады Генрик Слабчик (Варшава, 1965—1969)
- генерал бригады Ежи Цвек (Варшава, 1976—1983)
- генерал бригады Здзислав Берначик (Вроцлав, 1972—1988)
- полковник Мариан Мозгава (Радом, 1975—1991)
- полковник Генрик Вальчиньский (Радом, 1982—1988)
- полковник Теодор Дуда, заместитель главного коменданта (1953—1957)
- полковник Роман Кольчиньский (Гданьск, 1957—1975; Торунь, 1975—1978)
- полковник Юлиан Урантувка (Щецин, 1969—1971; Ополе, 1971—1990)
- полковник Адам Тшибиньский (Краков, 1981—1985)
- полковник Генрик Зашкевич (Познань, 1971—1983)

## Оргструктура, вооружение, униформа

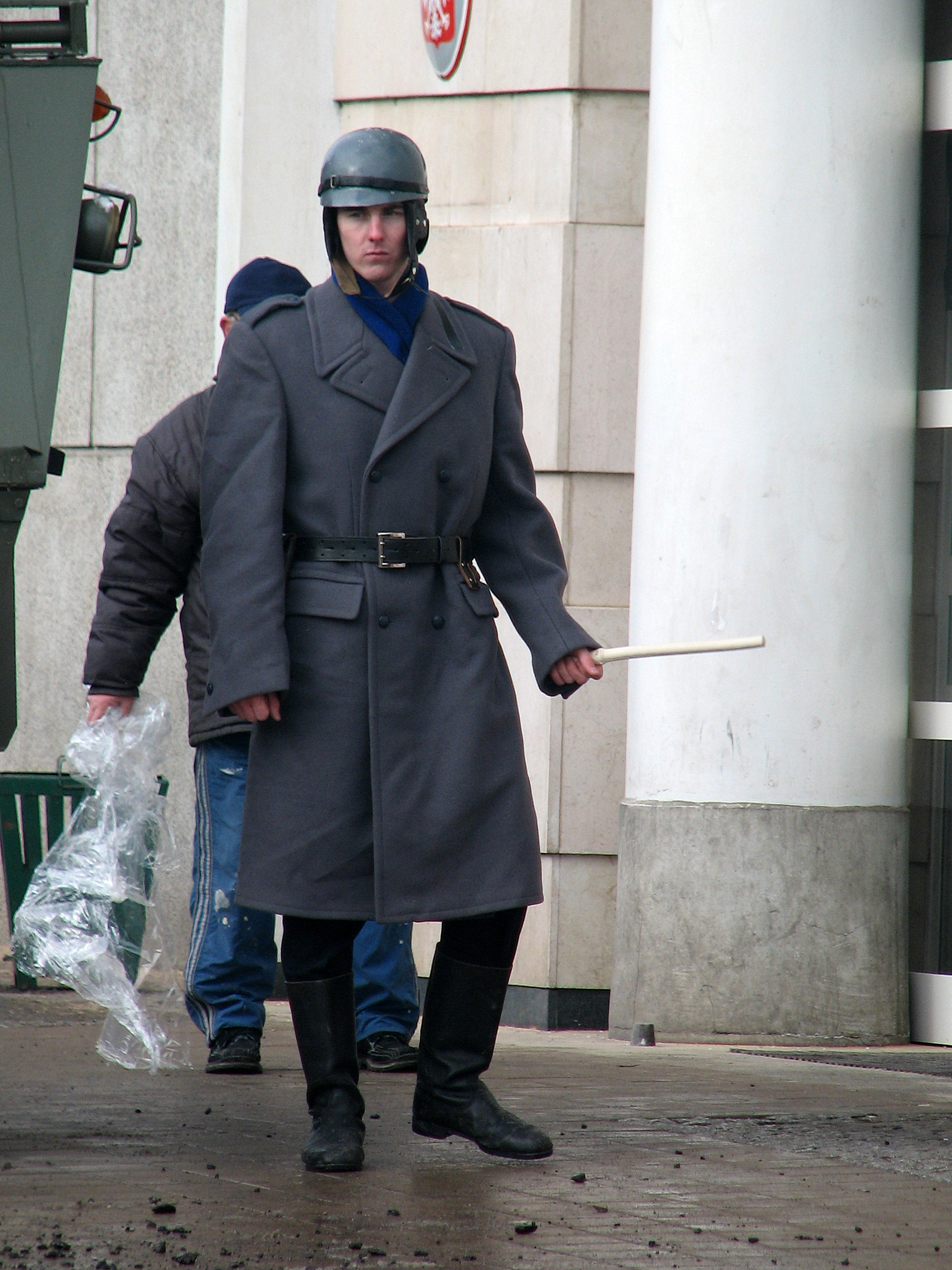
Форма и оснащение польского милиционера по фильму Чёрный четверг. Описываемые события относятся к 1970 году

Организационное построение гражданской милиции многократно менялось и трансформировалось. Наряду с профильными оперативными службами и спецподразделениями, оно включало следственные органы, автоинспекцию, кадровый отдел, финансовые и хозяйственные службы, органы политической пропаганды.
Изначальная ориентация гражданской милиции на участие в боевых действиях предполагала серьёзный уровень вооружения и оснащения. На вооружении состояли автоматы Калашникова, БТР-60, станковые пулемёты (эти виды оружия, малоприменимые для обезвреживания уголовных преступников, были адекватны ведению гражданской войны и подавлению массовых протестов). Широко применялись дубинки и иные спецсредства.
В первые годы знаком службы в гражданской милиции были бело-красные повязки на рукавах с соответствующей аббревиатурой. Впоследствии была введена милицейская форма военного образца.

## Профессиональное образование
22 ноября 1944 года главный комендант Юзвяк распорядился создать в Люблине Школу офицеров политического воспитания гражданской милиции (Szkoła Oficerów Polityczno-Wychowawczych Milicji Obywatelskiej). 19 декабря 1944 он учредил также в Люблине Центральную школу линейных офицеров гражданской милиции (Centralna Szkoła Oficerów Liniowych Milicji Obywatelskiej). В начале 1945 эти две школы переместили в Лодзь.
Школа офицеров политического воспитания была ликвидирована в 1949. Школу линейных офицеров в 1950 преобразовали в Центральный курс подготовки гражданской милиции (Centralny Kurs Przeszkolenia Milicji Obywatelskiej), а затем, в 1973 — в Центр совершенствования руководящих кадров МВД (Ośrodek Doskonalenia Kadr Kierowniczych MSW).
1 июня 1945 года главный комендант поручил создать Центр обучения гражданской милиции (Centrum Wyszkolenia Milicji Obywatelskiej, CWMO) в Слупске, в состав которого входили: школа офицеров милиции, общегосударственная школа рядовых милиции (с 1947 — школа унтер-офицеров), школа гидов и дрессировки служебных собак (в 1949 перемещенная в Сулковице). В сентябре 1954 центр в Слупске ликвидирован приказом министра общественной безопасности. Школу офицеров переместили в Щитно, школу унтер-офицеров в Пилу. В Слупске же с января 1955 открылся Центр обучения рядовых милиции (Ośrodek Szkolenia Szeregowych Milicji Obywatelskiej, OSSMO), с 1957 вновь ставший школой унтер-офицеров. (Слупская милицейская школа вошла в польский политический фольклор после упоминания «жаждущих крови слупских бандитов» в Балладе о Янеке Вишневском.)
6 мая 1955 года главный комендант издал распоряжение о создании Центра обучения технических кадров (Ośrodek Szkolenia Kadr Technicznych) во Вроцлаве. На его основе в 1965 возникла Школа автоинспекции имени Франчишека Зубжицкого (Szkoła Ruchu Drogowego Milicji Obywatelskiej im. Franciszka Zubrzyckiego) в Пясечно.
16 декабря 1972 года Сейм ПНР изменил закон от 31 января 1959 года «О служебном отношении служащих гражданской милиции». Окончание вуза ставилось условием получения первой офицерской ступени. Исходя из этого тогда же были учреждены Академия внутренних дел (польск. Akademia Spraw Wewnętrznych) в Варшаве и Высшую офицерскую школу гражданской милиции имени Францишека Юзвяка-Витольда (Wyższa Szkoła Oficerska Milicji Obywatelskiej im. Franciszka Jóźwiaka-Witolda) в Щитно. Одновременно была организована отдельная Высшая офицерская школа имени Феликса Дзержинского (Wyższa Szkoła Oficerska im. Feliksa Dzierżyńskiego) в Легионово для Службы безопасности. В 1989 эти две высшие офицерские школы включили в Академию внутренних дел.

## Фотографии
Машины гражданской милиции разных периодов:

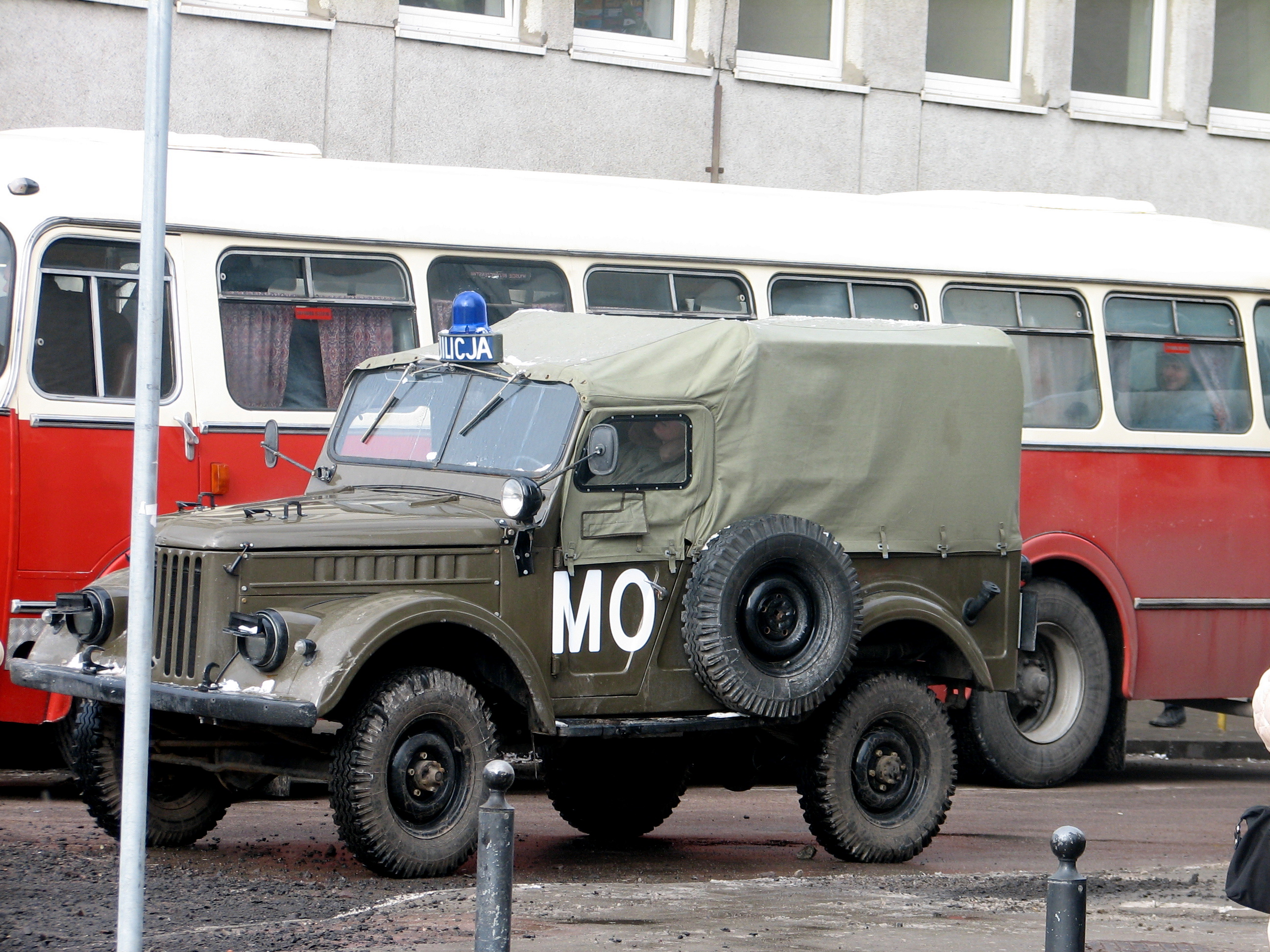
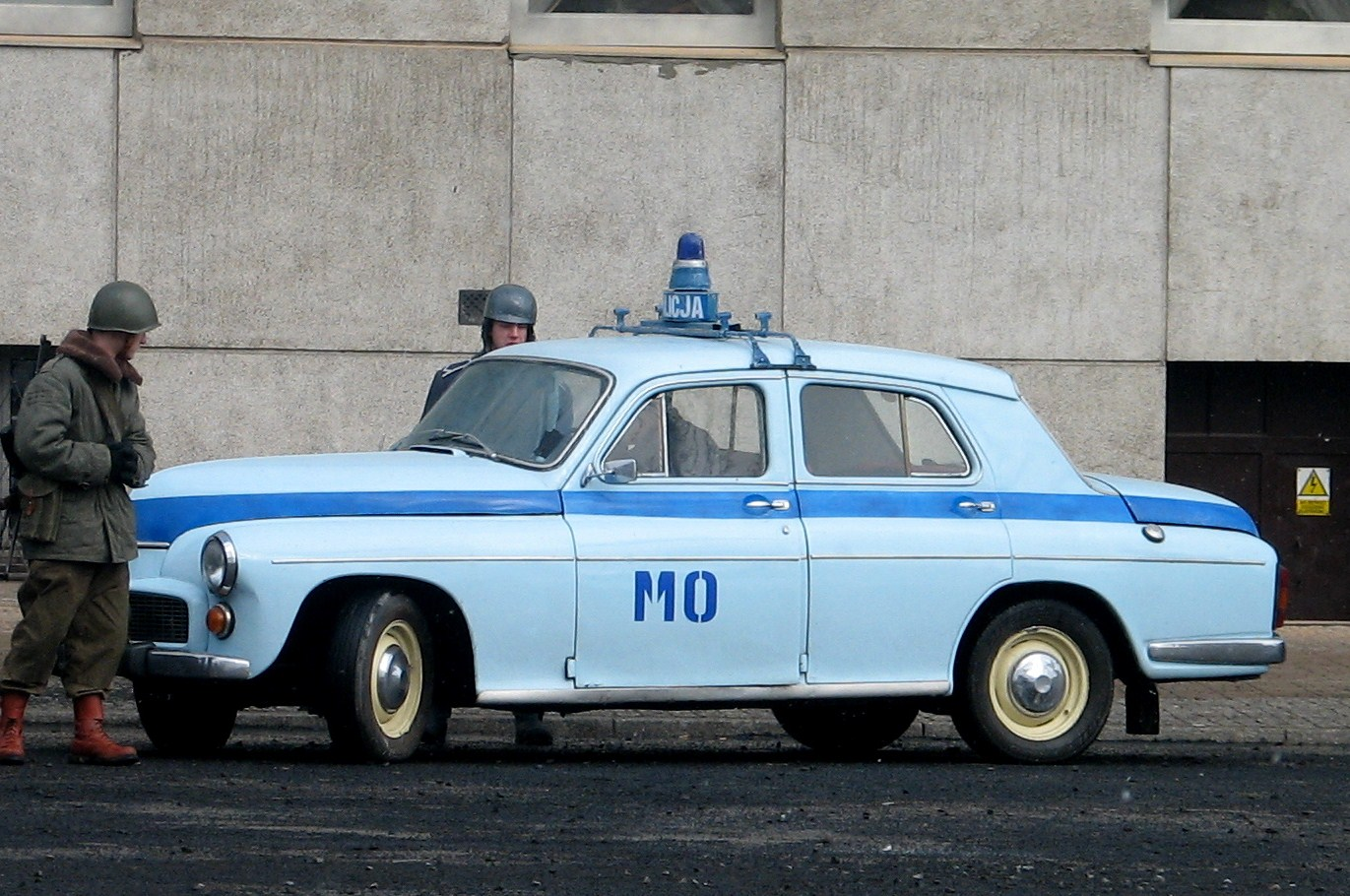
FSO Warszawa
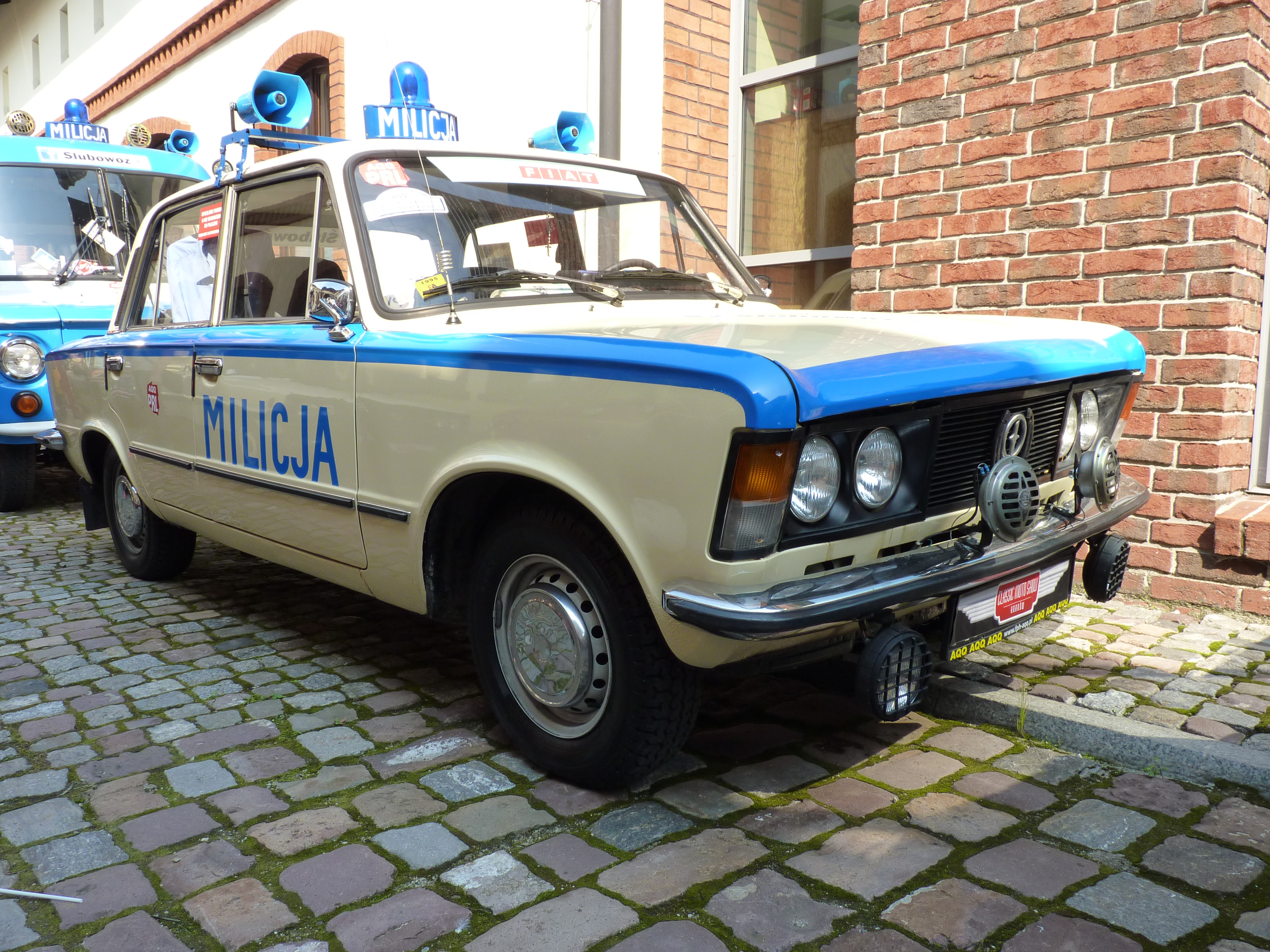
FSO 125p
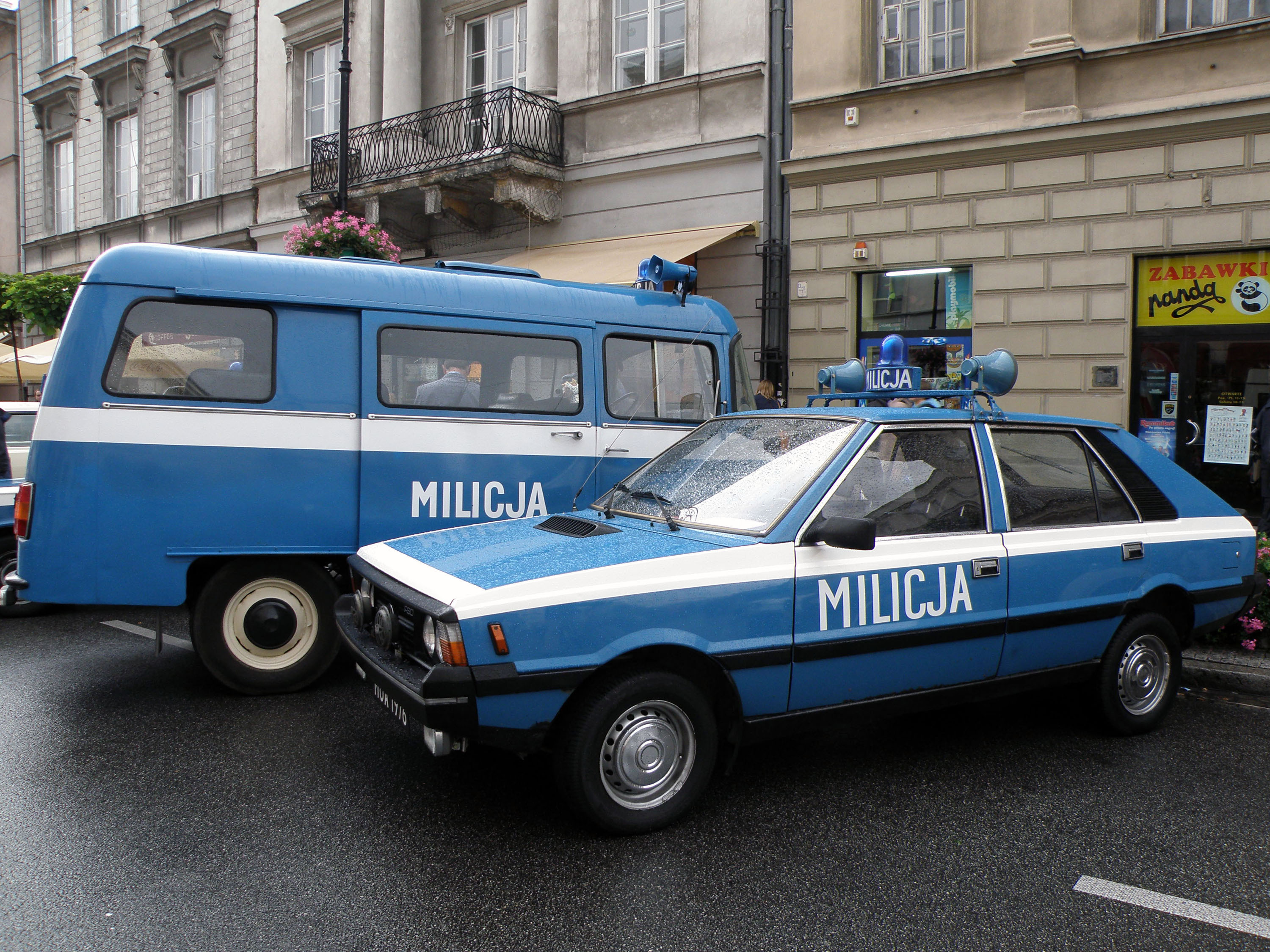
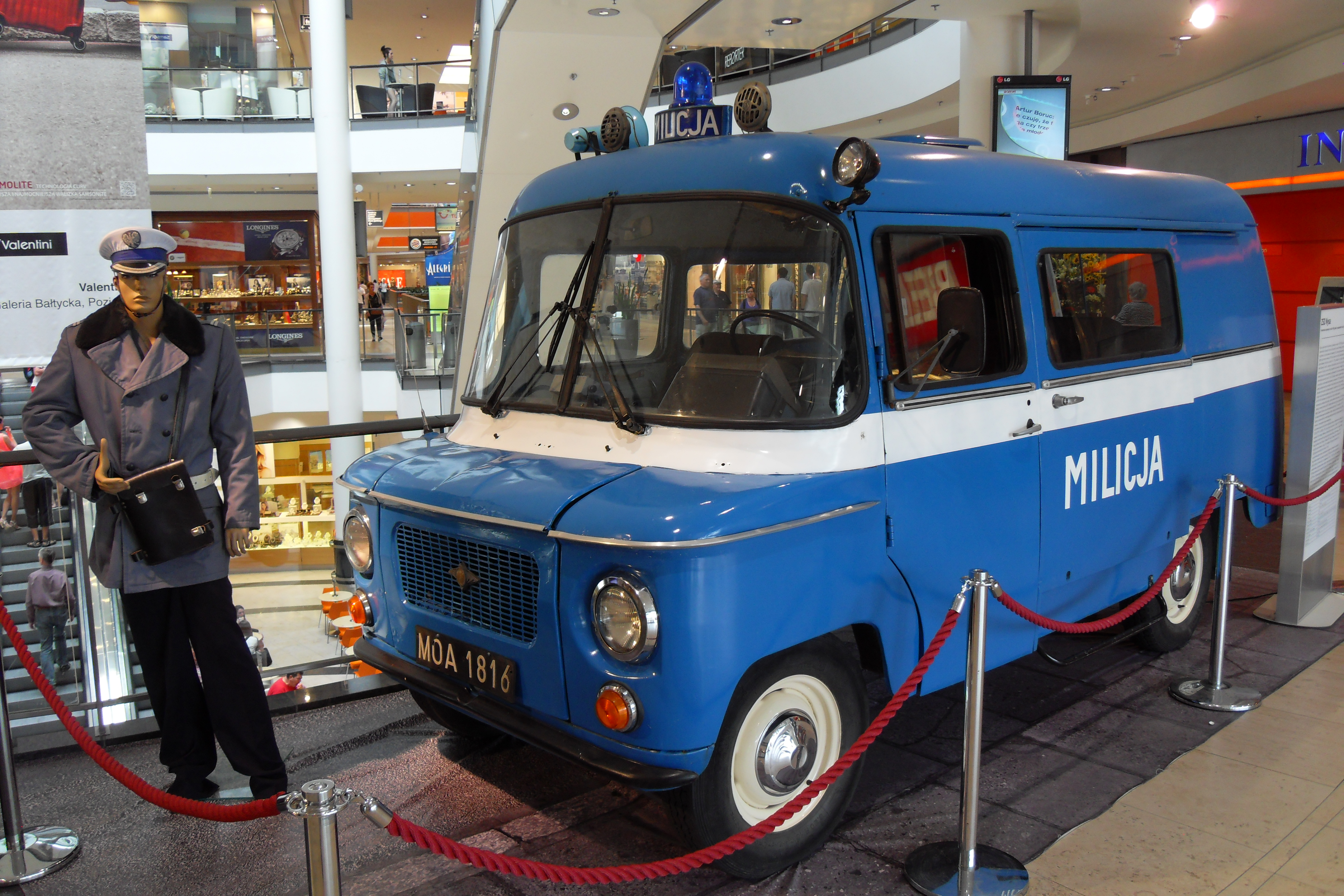